# Håb
Håb er forventningen om at noget ønsket måske vil indtræffe. Håbet hænger således sammen med tiden og at vi i nutiden ikke kan vide, hvad der vil ske i fremtiden. 
Eksistentielt kan det håbes at uretfærdighed skyldes tilfældighed.